# 빅터 엔터테인먼트
JVC 켄우드 빅터 엔터테인먼트 주식회사(영어: JVCKENWOOD Victor Entertainment Corp., 일본어: JVCケンウッド・ビクターエンタテインメント)는 음악 소프트 발매·판매 업무를 하는 JVC 켄우드의 음악 전문 자회사이다. 1972년 "빅터 음악 산업 주식회사"(ビクター音楽産業株式会社)로 설립되었고, 1993년에 회사명을 빅터 엔터테인먼트로 이름을 변경하였고, 2014년 4월 1일 현재의 회사명으로 변경하였다.

## 관련 회사 및 단체
- JVC 엔터테인먼트 (前 JVC 엔터테인먼트 네트웍스)
- 스피드 스타 뮤직
- 치크 엔터테인먼트
- 빅터 음악 예능
- 빅터 뮤직 퍼블리싱
- flying DOG (주식회사 플라잉 독; 애니메이션 부문)
- CJ 빅터 엔터테인먼트 (CJ E&M과의 공동 투자)[1]

## 주요 레이블
- 몹 스쿼드(Mob Squad): 드래곤 애쉬를 중심으로 2003년 설립되었다.
- 스피드스타 레코드
  - 타이시타: 사잔 오루 스타즈와 그 구성원들이 속한 레이블이다.
- 3 Views
- Aosis Records
- BabeStar
- Cypress Showers
- Globe Roots
- Happy House
- Hihirecords (for babies and kids)
- Invitation
- JVC Entertainment (아티스트 경영 및 음반 제작 회사)
  - Flying Dog (애니메이션 관련 음반 회사)
- JVC Jazz
- JVC World Sounds
- Mob Squad
- Nafin
- Speedstar International
- Speedstar Records
- Victor
- Victory (defunct; not same as US label)

## 주요 소속 음악가
- 고이즈미 교코
- 고잉 언더 그라운드
- 구와타 게이스케
- 기요키바 슌스케
- 나가야마 요코
- 나쓰카와 리미
- 드래곤 애쉬
- 러브 사이키델리코
- 렁크헤드
- 레드 페퍼 걸즈
- 리아 디존
- 모리 신이치
- 비누가게
- 사이토 가즈요시
- 서던 올스타스
- 사카낙션
- 시바타 준
- 싱어 송어
- 쓰지 아야노
- 아야세 하루카
- 오오하라 사쿠라코
- 우아
- 임펠리테리
- 카히미 카리
- 코바
- 코코
- 코키아
- 쿠루리
- 이나가키 고로
- 쿠사나기 츠요시
- 카토리 싱고
- 키로로
- 키토크
- 타카네노 나데시코
- 패리스 매치
- 퍼지 컨트롤
- 후미도
- 히로세 고미
- D
- 강남

### 한국
- 살찐 고양이
- 온앤오프
- 박정민 (일본에서 ROMEO라는 예명으로 활동한다.)
- 마마무
- 세븐
- 퍼플키스
- VIXX
- AB6IX
- Billlie
- CRAVITY
- n.SSign

### 플라잉 독
빅터 엔터테인먼트 계열의 애니메이션 관련 영상·음악을 제작하는 기업으로 JVC 엔터테인먼트의 소속회사이다.
- 간노 요코
- 나카지마 메구미
- 사카모토 마아야
- 이시카와 지아키
- 픽션정크션
- 라운드 테이블

### 빅터 락스
- (일본어) 빅터 락스 - 공식 웹사이트
- (영어) 빅터 락스 - 마이스페이스
- (영어/일본어) 빅터 락스의 채널 - 유튜브